# پس‌زمینه

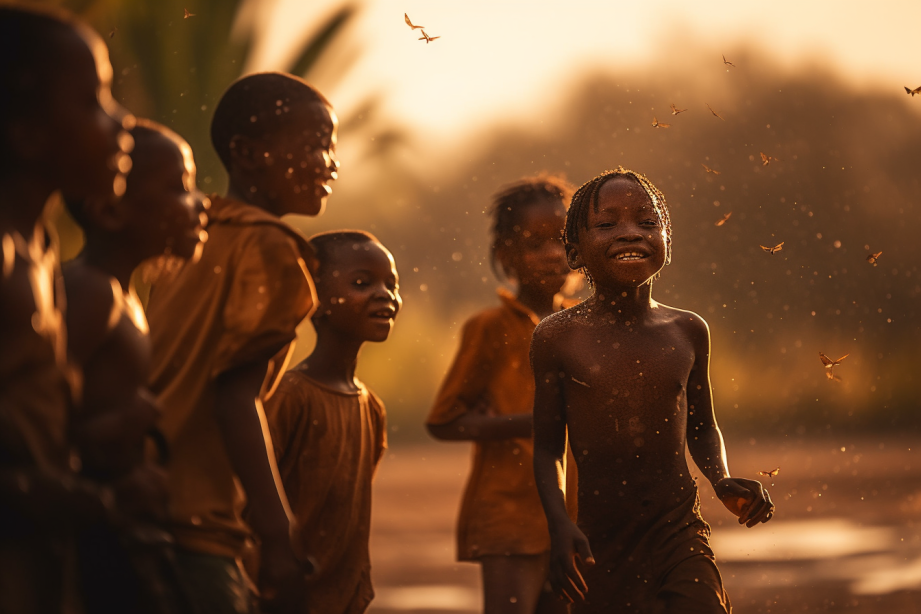
پس‌زمینه پیش‌فرض سیستم عامل ویندوز XP

والپیپر، پس‌زمینه یا دیواربرگ (به انگلیسی: Wallpaper)، یک تصویر دیجیتالی (عکس، نقاشی و غیره) است که به عنوان پس زمینه تزئینی رابط کاربری گرافیکی روی صفحه نمایش رایانه، تلفن هوشمند یا سایر دستگاه‌های الکترونیکی استفاده می‌شود.